# Radio Holland

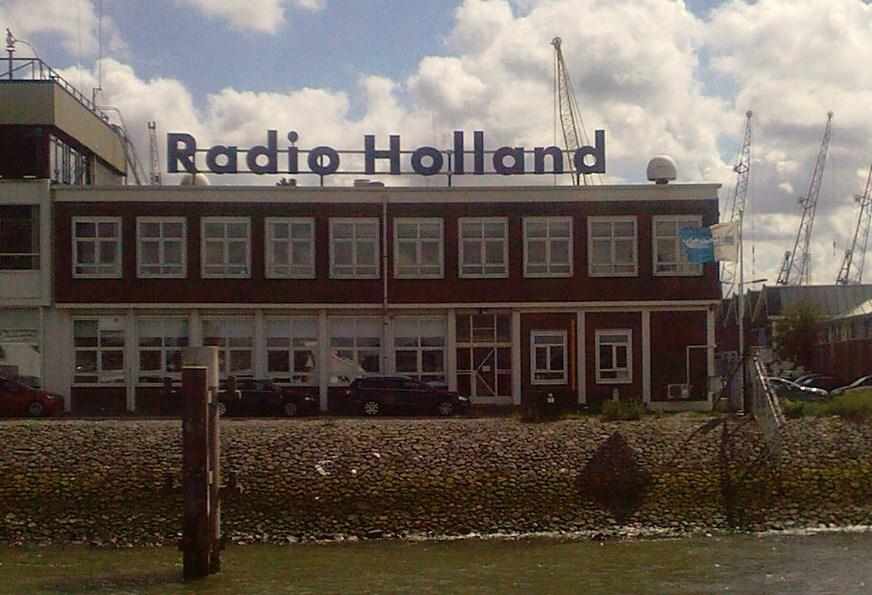
Het gebouw van Radio Holland in Rotterdam

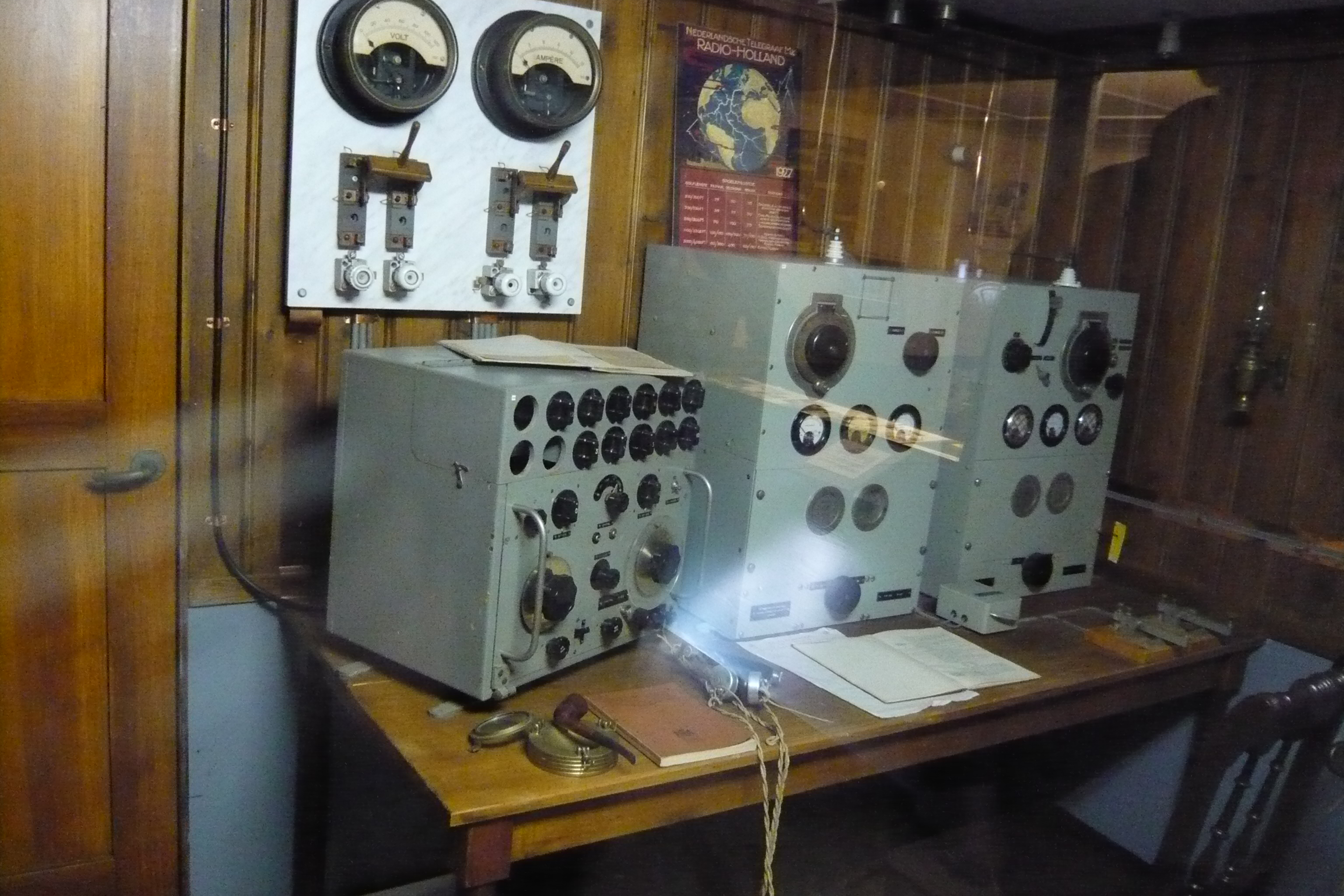
Marconi-combinatie uit 1935 in museum IJmuiden

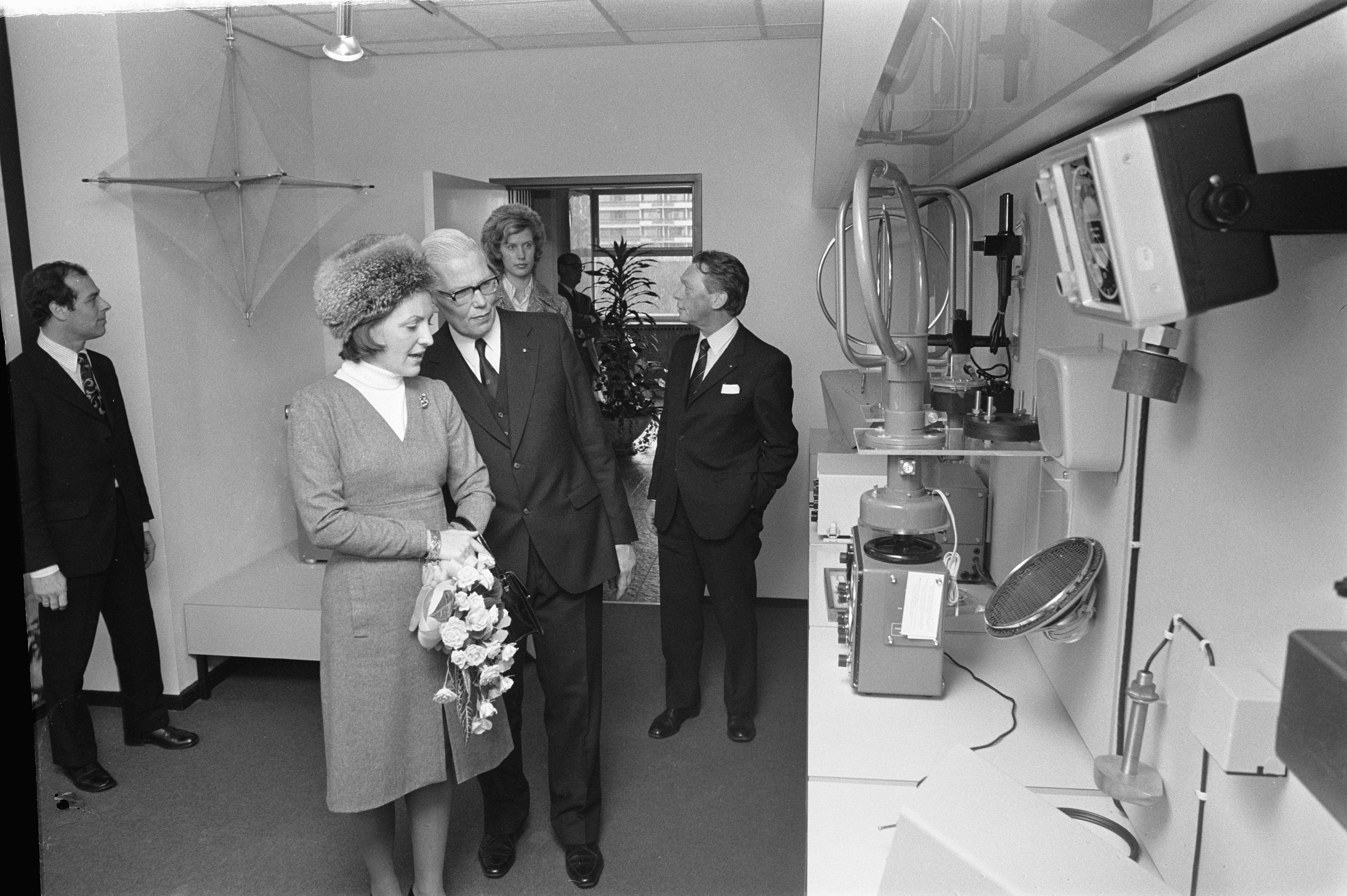
Prinses Margriet opent een nieuw hoofdkantoor in Amsterdam in 1972

Radio Holland is een Nederlands bedrijf dat gespecialiseerd is in maritieme satelliet- en radiocommunicatie en navigatiesystemen voor met name de zeevaart. Op 1 januari 2006 had Radio Holland ongeveer 730 mensen in dienst en realiseerde een omzet van € 130 miljoen in 2015.

## Geschiedenis
Radio Holland werd eind 1916 opgericht door een aantal reders en kreeg toen de naam Nederlandsche Telegraaf-Maatschappij Radio-Holland. Er werden radiostations geïnstalleerd aan boord van koopvaardijschepen met als doel de algemene veiligheid te verbeteren. In 1919 werd er ook een kantoor in Nederlands-Indië geopend en al gauw ook in Curaçao. 
Theodorus Petrus van den Bergh werd per 1 juli 1919 als adjunct-directeur aangesteld. Op 7 juli 1921 werd hij benoemd tot directeur. Van den Bergh werd na zijn aanstelling naar Batavia gestuurd, waar hij verantwoordelijk was voor het opzetten van het bijkantoor van Radio Holland aldaar. De N.T.M. Radio Holland voerde tevens de directie van de Nederlandsch Indische Omroep Maatschappij (NIROM), die in 1928 in Amsterdam werd opgericht. 
Van den Bergh vervulde zijn directeursfunctie tot 1 juli 1952. Na de Tweede Wereldoorlog  werd het netwerk uitgebreid tot Singapore, de Verenigde Staten, het Midden-Oosten en Afrika. Schepen hadden een aparte radio-officier aan boord tot 1999, toen het gebruik van morse werd vervangen door satellietcommunicatie.

## Eigenaren
Tot 2006 was ABN AMRO voor 56% een meerderheidsaandeelhouder van het bedrijf. Begin 2006 werd Radio Holland voor € 47 miljoen overgenomen door branchegenoot Imtech. Imtech was al met 1000 mensen actief in de maritieme sector, maar het hield zich vooral bezig met het installeren en onderhoud van elektrische installaties op schepen. Radio Holland vormde een aanvulling op deze activiteiten.
In 2015 na het faillissement van Imtech werd Radio Holland onderdeel van Parcom Capital en Pon Holdings. In 2020 kocht Pon de andere aandeelhouder uit en is daarmee de enige eigenaar.

## Trivia
- Een van de kantoren van Radio Holland was aan de Dr. Lelykade 68-70 in Scheveningen aan de haven. In 2014 werd het gebouw gerenoveerd waarna de Rabobank zich daar vestigde. Tegenover deze locatie bevindt zich tegen de Westduinweg thans het Radio Hollandplein. Sinds 2023 is het gebouw in gebruik als huisartsenpraktijk met ingang aan de kade en apotheek met ingang boven aan het Radio Hollandplein.